# Joe Cronin
Joseph Edward Cronin (São Francisco, 12 de outubro de 1906 - Osterville, 7 de setembro de 1984) foi um jogador profissional de beisebol. Durante sua carreira de 20 anos ele atuou em três equipes diferentes, sendo a principal delas o Boston Red Sox. Em 1956 Cronin entrou para o Hall da Fama do Beisebol.

## Números e honras

### Premiações
- 7× All-Star (1933, 1934, 1935, 1937, 1938, 1939 e 1941)[3]
- Camisa número #4 aposentada pelo Boston Red Sox
- Introduzido no Hall da Fama do Beisebol em 1956